# 홍윤표 (만화가)
홍윤표(1967년 ~ )는 대한민국의 만화가이다. 청강문화산업대학교 교수로 재직 중이다.

## 학력
- 서강대학교 화학공학과 학사 졸업
- 프랑스 보르도 고등응용미술학교 졸업

## 작품
- <천하무적홍대리> 1~5권(1998년)

### 삽화
- <아무리 바빠도 아버지 노릇은 해야지요>
- <김대리 직딩일기>
- <엄마가 훔쳐보는 선생님일기>

### 공저
- <굿모닝디지털 굿모닝카툰>
- <십시일반>
- <사이시옷>
- 코믹 무크 <밥>
- 코믹 무크 <에로틱>